# 阿拉伯斑竹鯊
阿拉伯斑竹鯊（學名：Chiloscyllium arabicum），又稱阿拉伯地毯鯊、阿拉伯肩章鯊、阿拉伯毛鯊，是天竺鯊科中的一種竹鯊，分布於波斯灣沿海到印度的珊瑚礁及其他淺海區。這種鯊魚長78厘米（31英寸），特點是細長褐色身體和兩個背鰭、尾鰭筆直，第二個比第一個小但長一些。阿拉伯斑竹鯊以硬骨魚及無脊椎動物為食，繁殖是為卵生。由於其分布範圍內不斷增加的捕魚壓力和棲息地退化，國際自然保護聯盟（IUCN）將其評定為近危。目前已有人工飼養，在某些水族館有此鯊魚。

## 分類
在1980年描述為新物種前，阿拉伯班竹鯊被認為是灰斑竹鯊；可能是因為形態上非常相似或活動範圍重疊而被認為是同種。本物種無標本紀錄。

## 分布與棲息地
阿拉伯班竹鯊棲息在沿海水域約3—100米（9.8—328.1英尺）之間，儘管本物種大多是在 10米（33英尺）深的淺海發現。 分布範圍從波斯灣延伸到巴基斯坦及印度西部；春夏時在波斯灣會有較多的族群聚集，阿曼和印度鮮有出現。本種為底棲性，主要棲息在珊瑚礁、潟湖、岩石海岸和紅樹林河口處。

## 特徵

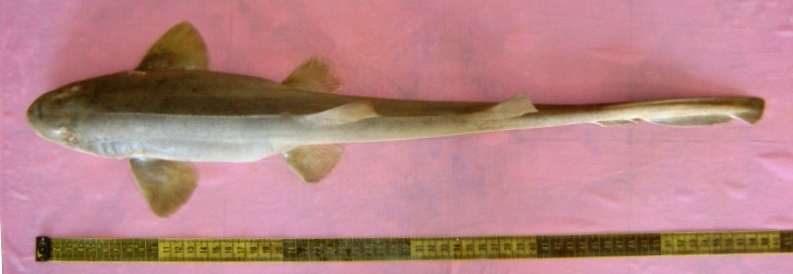
阿拉伯斑竹鯊有一條呈棕色均勻的長尾巴。

阿拉伯斑竹鯊有細長的如圓柱形的身體和相對較長較厚的圓形鼻。鼻孔與鼻尖相距遠，前面有一對短鬚。眼睛中等大小並位於頭頂，每隻眼睛上方都有低脊，前後各有大氣孔。小嘴正位於眼睛前方；下巴上有一條連續而褶皺的皮並環繞著嘴角。上齒排有26-35個牙齒、下齒排21-32個牙齒。牙齒中間有格很大的尖牙和一對側尖牙。五對鰓裂很短，第四和第五對鰓裂非常靠近。
胸鰭小呈較寬的圓；腹鰭相似且幾乎一樣大。兩個背鰭的尾緣較直且有間隔。第一背鰭與腹鰭一樣大或更大，源自於腹鰭基部的中間。第二背鰭比第一背鰭略小，但基部更長。背部有一條從在背鰭之間突出延續的中線脊。長龍骨狀的臀鰭起源於第二背鰭的後面。尾鰭低沒有下葉；上葉在尖端處附近有一個強大的腹側切跡。成魚的上身是純棕褐色，下身是白色，有時鰭邊處帶有橙色；幼魚鰭上有較淡的淺色斑點。 本物種最長達78公分（31吋）。

## 生態
阿拉伯斑竹鯊通常棲息在洞穴及裂縫中，捕食小型硬骨魚、海生無脊椎動物如蝦、蟹、烏賊、棘皮蠕蟲等。 本種生存力頑強，可在地面上存活一段時間。跟本科其他物種一樣是卵生的，繁殖期為六個月。曾有人工飼養的生殖週期記錄：雄性交配用嘴定住雌性的胸鰭，同時將一個鰭足插入雌性的泄殖腔 5-15 分鐘。在爭奪配偶時，雄性鯊魚會咬住對手雄性的鰭足。 雌性平均每年分四批生產33個卵囊，在20分鐘到兩天的時間內產卵。在這些卵中大約有7%的卵不育。卵殼有粘性卷鬚，可使卵固定於珊瑚上，須花70-80天、在約24 °C（75 °F）的溫度下孵化。 剛孵化的幼魚約10公分（3.9吋）長；成魚長約45─54公分（18─21吋）。

## 經濟利用
本種鯊魚較不具經濟價值，經常被捕獲為副捕品且甚少利用，一般多做為雜魚處理。